# Vasko Popa
Vasko Popa, původním jménem Vasile Popa (cyrilicí Васко Попа, 29. června 1922 Grebenac – 5. ledna 1991 Bělehrad) byl srbský básník.
Pocházel z rodiny Vojvodinských Rumunů. Za druhé světové války byl za odbojovou činnost vězněn v koncentračním táboře v Bečkerku, po válce vystudoval romanistiku na Bělehradské univerzitě a pracoval jako nakladatelský redaktor a překladatel z francouzštiny. V roce 1953 vydal svoji první básnickou sbírku Kora (Kůra). Ve své tvorbě propojuje tradici (náměty z mytologie a folklóru) s vlivy modernismu (volný verš, ironie, absurdita), věnoval se také vlastenecké angažované poezii. K příznivcům Popovy poezie patřil Ted Hughes, který napsal předmluvu k anglickému vydání jeho veršů. Byl členem Srbské akademie věd a umění, z jeho iniciativy byla založena Književna opština Vršac. Obdržel Zmajovu cenu, Brankovu cenu a Rakouskou státní cenu za evropskou literaturu (1967). Posmrtně byl zařazen do publikace Sto nejvýznamnějších Srbů.

## Vydání v češtině
- Vrať mi moje hadříky (SNKLU 1964, přeložili Irena Wenigová a Luděk Kubišta)
- Vedlejší nebe (Odeon 1971, přeložili Irena Wenigová a Luděk Kubišta)
- Vlčí stín (Nakladatelství Havran 2008, přeložili Irena Wenigová a Luděk Kubišta)